# Caixa Terrassa

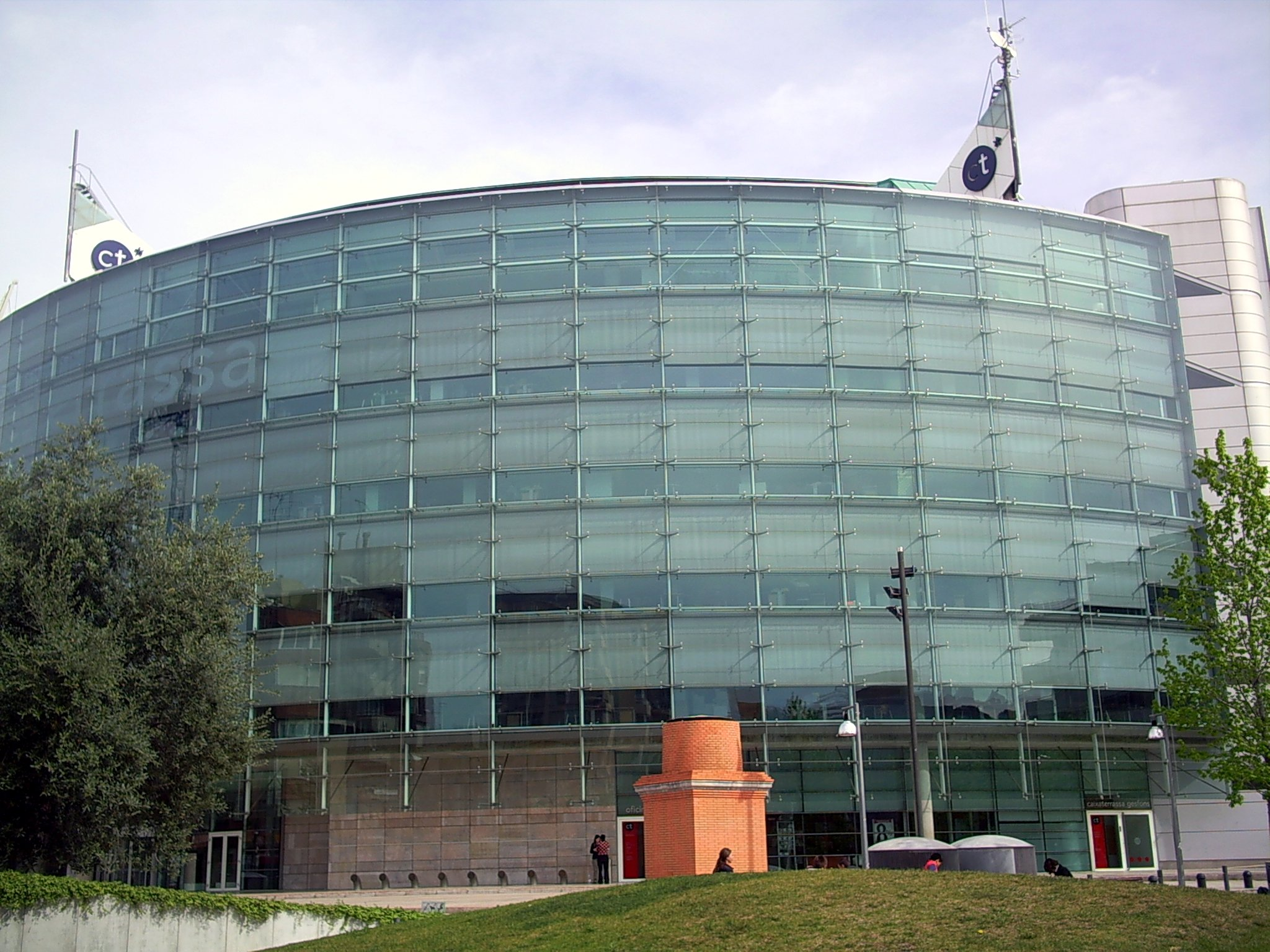
Seu central de Caixa Terrassa, abans de la fusió amb Unnim Caixa

Caixa Terrassa (nom comercial; denominació social: Caixa d'Estalvis de Terrassa) va ser una caixa d'estalvis catalana de dimensió mitjana (la cinquena en el rànquing), amb seu a la ciutat de Terrassa. Al moment de la seva fusió amb la Caixa de Sabadell i la Caixa de Manlleu gestionava uns dipòsits administrats de clients de més de 9.000 milions d'euros i disposava de més de 260 oficines arreu de Catalunya, la Comunitat de Madrid i Aragó.

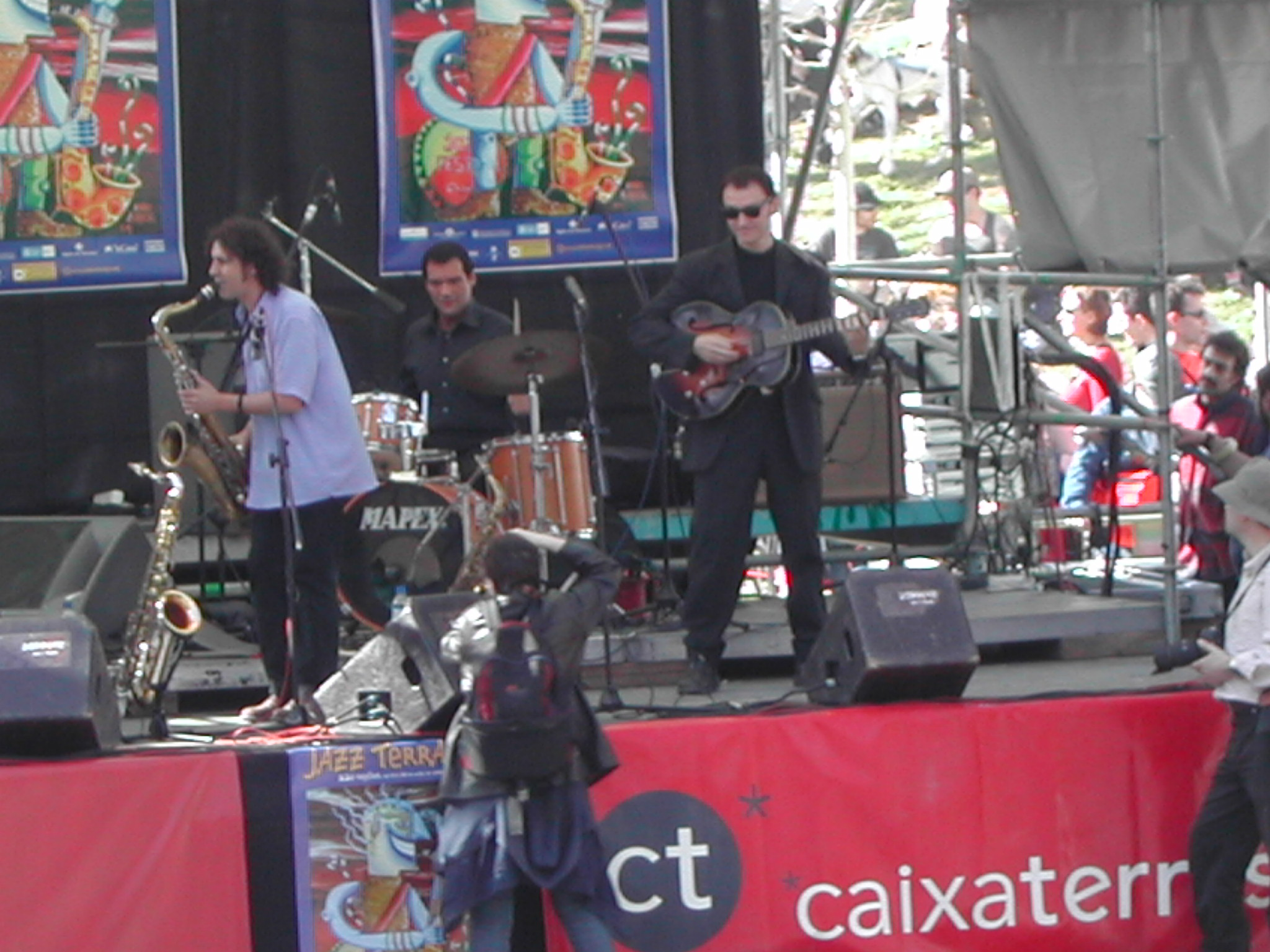
Un dels actes del Festival de Jazz patrocinat per la Caixa de Terrassa, al parc de Vallparadís

Consecucions destacades de l'obra social d'aquesta caixa d'estalvis han estat la creació del fons d'art (1924), el pavelló antituberculós de Sant Llàtzer (1927), la Llar de l'Ancianitat (1949), l'Alberg infantil (1960), la construcció d'habitatge social a partir de la dècada del 1960, els Tallers Amat Roumens per a persones discapacitades (1971), el grup escolar President Salvans (1971), el Centre Cultural de la Rambla d'Ègara (1980), la convocatòria del premi de contes infantils Lola Anglada (1984) i del premi Ricard Camí de pintura (1989)
, el Club 60 de serveis per a la gent gran (1992), el Concurs de Música de Cambra Montserrat Alavedra (1992), l'adquisició dels frescos de Mon Repòs de l'artista Joaquim Torres Garcia (1993), el programa de Targetes Solidàries amb el tercer món (1995), el premi de fotografia (1996), el premi a la creació de valor social (1997), l'exposició permanent «La fàbrica tèxtil» al Museu de la Ciència i la Tècnica de Catalunya (1998), etc.

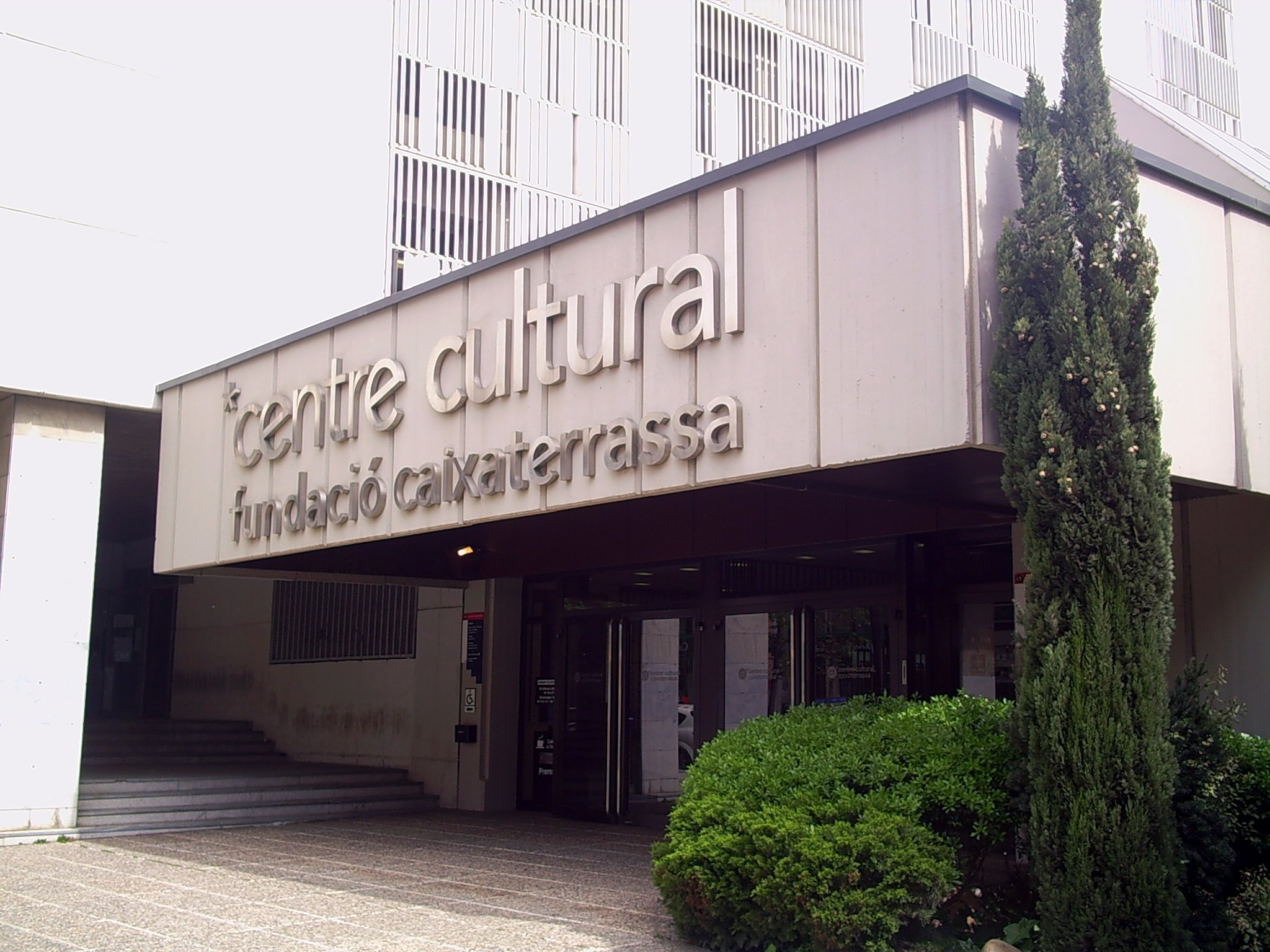
L'antic Centre Cultural de la Fundació Caixa Terrassa, posteriorment Centre Cultural Terrassa i actualment LaFACT, Factoria Cultural de Terrassa, a la Rambla d'Ègara

Entre d'altres, ha creat un Centre d'Estudis Empresarials (1981), la companyia d'assegurances Caixa Terrassa Vida (1988) i l'EUNCET o Escola Universitària de Negocis (1990), adscrita el 1996 a la Universitat Politècnica de Catalunya. El 1997 va organitzar el primer Fòrum Empresarial en col·laboració amb l'IESE.
L'òrgan de govern era una assemblea general de 100 membres, elegits cada quatre anys, en representació dels impositors (40%), les entitats cíviques i socials (30%), les corporacions locals de les zones on té presència la caixa d'estalvis (20%) i els empleats de l'entitat (10%). En el moment de la fusió n'era president Jaume Ribera i Segura, amb Enric Mata i Tarragó com a director general.

## Història
La Caixa d'Estalvis de Terrassa es va fundar el 1877, l'any que Terrassa obtenia el títol de ciutat de part del rei Alfons XII; el primer exercici comptable es tancava amb uns dipòsits de clients de 17.174 pessetes. La seu central era al Raval de Montserrat, més endavant traslladada al carrer del Vall (1896), al carrer del Portal Nou (1977) i, finalment, al capdamunt de la Rambla d'Ègara, on l'any 2001 s'inaugurava el nou edifici de vidre, formigó i acer, de formes arrodonides, obra de l'arquitecte terrassenc Joan Baca, que en fou la seu central fins a la desaparició de l'entitat.
Al 1920 Rafael Masó es va encarregar de projectar les oficines de Girona, en els baixos i planta pis d'una casa existent, i a Figueres, també en els baixos d'una planta existent. Mentre que l'oficina de Girona conserva parcialment l'exterior i alguns elements interiors, la de Figueres va desaparèixer.
Fins a l'any 1961 l'entitat només disposava d'una única agència urbana, a part de l'oficina principal. És llavors quan comença l'expansió de la Caixa de Terrassa, primer per la ciutat i la seva comarca, i a partir de la dècada del 1970 per tot Catalunya.

### Fusió

Logotip d'Unnim Caixa

El juny de l'any 2009, amb l'aprovació del Fons de Reestructuració Ordenada Bancària (FROB), es van fer contundents els rumors de possibles fusions entre algunes caixes catalanes. Així, Caixa Terrassa va entrar en un procés de fusió amb Caixa Sabadell i Caixa Manlleu, tal com ho van fer saber les tres entitats en un comunicat, fusió a la qual Caixa Girona s'hi va sumar posteriorment, en comptes d'unir-se a Caixa Catalunya i Caixa Tarragona, com s'havia rumorejat; amb tot i això, finalment Caixa Girona va decidir desdir-se'n i quedà absorbida per Caixa d'Estalvis i Pensions de Barcelona. La fusió permet a les tres caixes integrants mantenir la seva identitat al territori. El 17 de maig del 2010 es va fer realitat la constitució de la nova caixa amb l'aprovació de les assemblees de les tres caixes que han promogut la fusió, i va iniciar les operacions a partir de l'1 de juliol d'aquell mateix any.
El nom social de la caixa resultant fou Caixa d'Estalvis Unió de Caixes de Manlleu, Sabadell i Terrassa, amb seu social a Barcelona i amb tres subseus a Manlleu, Sabadell i Terrassa. El nom comercial era Unnim; per a les oficines d'aquest grup a Terrassa s'utilitzava la marca Unnim Terrassa. Unnim Caixa, convertida el 2011 en Unnim Banc, finalment fou absorbida pel BBVA el 2012 i fou extingida nominalment el 26 de maig de 2013.
L'obra social de la caixa d'estalvis es continua dins la Fundació Antiga Caixa Terrassa, federada dins la Fundació Antigues Caixes Catalanes.